# Lepidiota amitina
Lepidiota amitina är en skalbaggsart som beskrevs av Britton 1978. Lepidiota amitina ingår i släktet Lepidiota och familjen Melolonthidae. Inga underarter finns listade i Catalogue of Life.